# Taller de Atenea/Bowdoin

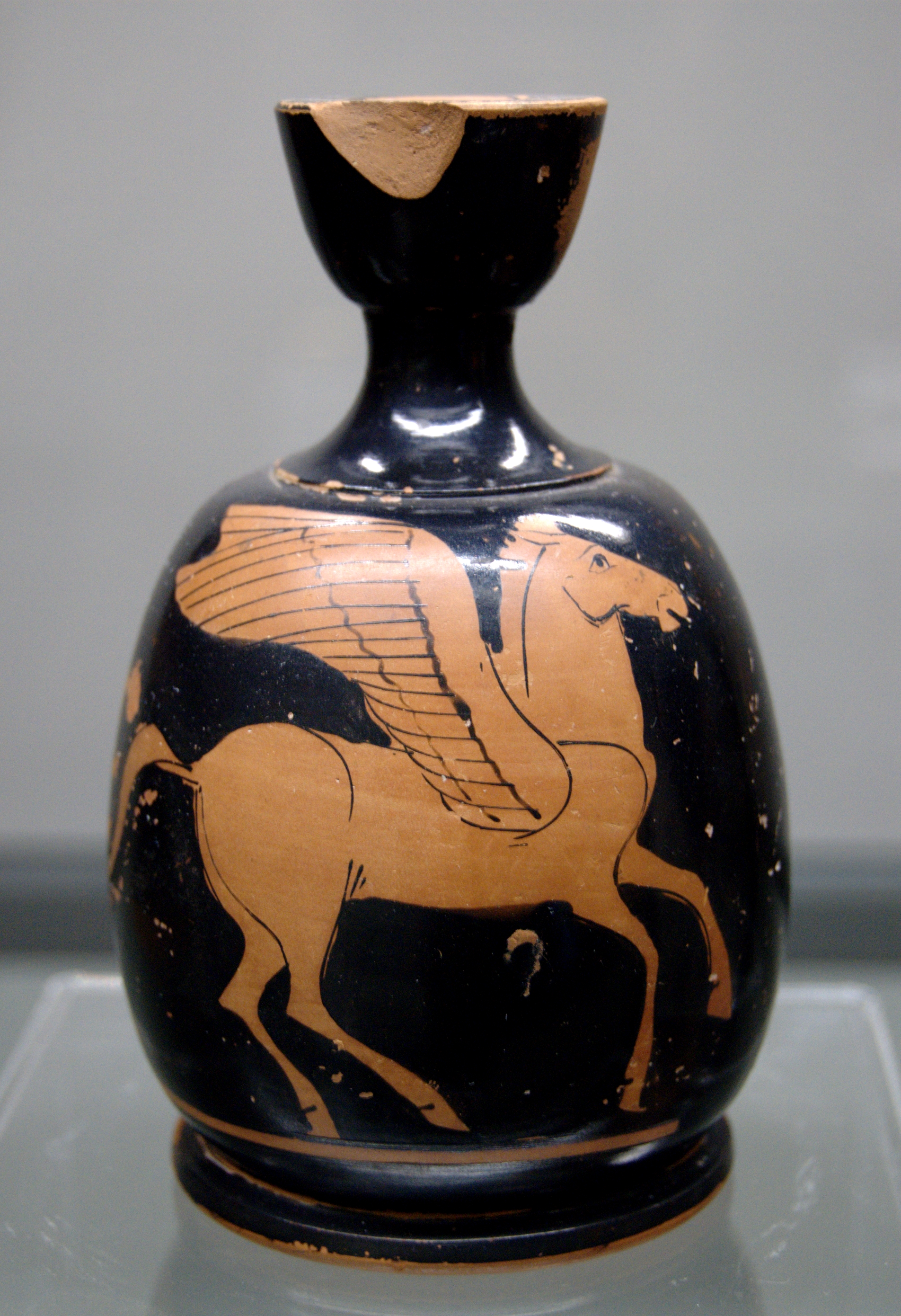
Pegaso en un lécito panzudo de figuras rojas de los pintores de Bowdoin; circa 480/460 a. C., encontrado en Sicilia, expuesto en la Staatliche Antikensammlungen de Múnich.

El taller de Atenea/Bowdoin fue una de las principales instalaciones de producción de cerámica selecta de la Antigua Atenas en la primera mitad del siglo V a. C.
Los principales artistas del taller fueron el Pintor de Atenea, de figuras negras y el Pintor de Bowdoin de figuras rojas. Ambos pintores también trabajaron sobre fondo blanco. Algunos investigadores asumen que son el mismo artista. Sin embargo, también podría ser una simple conexión de taller entre los dos pintores. El taller fue uno de los centros de producción donde se promovió la pintura de lécitos en la técnica de fondo blanco, que sería de particular importancia en el siglo V a. C. Muchos lécitos cubiertos de figuras negras y muchos enócoes de calidad variable también se produjeron en el taller.
En la época del Pintor de Atenea, el Pintor de Rodas 13472 trabajó en el taller.